# 国民精神総動員中央連盟
国民精神総動員中央連盟（こくみんせいしんそうどういんちゅうおうれんめい、旧字体：國民精神總動員中央聯盟󠄁）は、1937年から1940年まで活動した日本政府の外郭団体である。1929年（昭和4年）の総動員計画設定処務要綱（田中義一内閣）に基づき設立された、国民精神総動員計画の実行組織の一つ。

## 沿革
発足
国民精神総動員中央連盟は1937年、日中戦争勃発を受け、｢挙国一致｣｢尽忠報国｣「堅忍持久」を方針とした国民運動が企図され、印刷物・レコードの指導、講演会、講師の派遣・斡旋を通じて総動員運動の趣旨を普及させ、大政翼賛会を発足させることを目的に設置された。当時は盧溝橋事件が日本軍の自演であったという情報は存在しなかった。
1937年10月12日東京市日比谷公会堂で結成式を挙行、連盟の趣旨と決意を内外に声明し、事務局が置かれた。72団体が加盟しており、道府県知事や市町村長のもとで地方組織が整備され、指導者錬成所も置かれ、実行にあたった。
さらに1939年2月に政府は運動強化方策を決定し、同年3月国民精神総動員委員会を政府内に設置、中央連盟と委員会との二本立て体制で運動を推進した。
日中戦争長期化のもと運動のさらなる強化の必要から、1940年4月、中央連盟と委員会は国民精神総動員本部に改組されたが、同年10月大政翼賛会体制発足に伴い包摂され解散した。同時に、日本統治下にあった朝鮮の朝鮮総督府総督官房には国民総力課が設置され国民総力運動に関する事務を所管し、朝鮮総督を総裁とする国民総力朝鮮連盟が活動した。日本統治時代の台湾では、台湾総督府国民精神総動員本部が運動を推進した

## 関連人物・団体
主務官庁は、内務省、内閣情報委員会、及び文部省であった。
発起人は、酒井忠正・岡部長景・井田磐楠・松井茂・小泉六一・香坂昌康・藤原銀次郎・中川望・月田藤三郎の8人であり、海軍大将有馬良橘が初代会長に就任。事務局には教育学者の海後勝雄が関与した。
加盟団体は全国神職会・全国町村長会・全国市長会・在郷軍人会・右翼団体が連合した国体擁護連合会・女性団体・青年団・少年団・産業団体など74団体。
提携の国民精神総動員委員会は、内閣（発足当時は検事総長・大審院長・枢密院議長を歴任した平沼騏一郎の平沼内閣）の所管であり、委員長は陸軍大将の荒木貞夫。
朝鮮の国民総力連盟は、初代総裁が陸軍大将の南次郎。

### 史料
- 『国民精神総動員中央連盟声明書』国民精神総動員中央連盟、1937年10月10日。2024年8月26日閲覧。
- “総動員計画設定処務要綱案”.  田中義一内閣 (1929年6月18日). 2018年8月26日閲覧。
- “国民精神総動員実施要綱”.  第1次近衛内閣 (1937年8月24日). 2018年8月26日閲覧。
- “国民精神総動員強化方策”.  平沼内閣 (1939年2月9日). 2018年8月26日閲覧。
- 昭和天皇（1939年）『国民精神総動員委員会官制 御署名原本（昭和14年勅令第80号）』 - 国立公文書館デジタルアーカイブ

### 参考
- 川津貴司、「日本青年教師団と海後勝雄 : 戦時下の教員運動におけるナショナリズムと主体性」 『近代教育フォーラム』 2008年 17巻 p.191-204, doi:10.20552/hets.17.0_191, NAID 110009926108
- 『国民精神総動員運動』 - コトバンク
- “国民精神総動員委員会”.   国立公文書館アジア歴史資料センター. 2018年8月26日閲覧。
- “朝鮮総督府総督官房国民総力課”.   国立公文書館アジア歴史資料センター. 2018年8月26日閲覧。